# Totilas
Totilas (bijnaam Toto), voluit Moorlands Totilas was een Nederlands dressuurpaard, geboren op 23 mei 2000, Totilas overleed op 14 december 2020 aan de gevolgen van koliek. Totilas is gefokt door J.K. Schuil en is in eigendom van Schockemöhle. Totilas werd uitgeroepen tot KWPN-paard van het jaar 2009.
Totilas is een zwarte hengst met een schofthoogte van 1,75 meter. Hij is een zoon van de inmiddels overleden hengst Gribaldi en merrie Lominka. Zijn volle zus is Uusminka. Totilas nam deel aan dressuurwedstrijden op het hoogste niveau: de Grand Prix.
Totilas' vaste ruiter was tot en met 2010 Edward Gal. Gal behaalde op 16 december 2009 met Totilas de eerste plaats bij de Grand Prix de Dressage in Londen. Daarbij verbeterde de combinatie het wereldrecord bij het onderdeel Freestyle met een score van 92,30%. Door de vele successen ontstond er een grote vraag naar het sperma van Totilas. Per dekking liep de prijs op tot wel 8.000 euro.
Op 13 oktober 2010 werd bekend dat Totilas voor een bedrag tussen de 10 miljoen en 15 miljoen euro werd verkocht aan Paul Schockemöhle.
Sinds 2010 wordt Totilas bereden door Matthias Alexander Rath, waarmee hij startte op het Europees kampioenschap in Rotterdam. Raths stiefmoeder Ann Kathrin Linsenhoff kocht de sportrechten voor het rijden van Totilas van Schockemöhle.
Totilas is op 14 december 2020 overleden aan de gevolgen van koliek.

## Resultaten
Wereldkampioenschappen
2005, Verden: 4e finale 5-jarige jonge dressuurpaarden
Nederlandse kampioenschappen
2009, Ermelo: Nederlands kampioen indoor Zware Tour onder Edward Gal
2009, De Steeg: Nederlands kampioen outdoor Zware Tour onder Edward Gal
(Inter)nationaal
2007, Schaijk: Winnaar Prix St. George
2007, Emmeloord: Winnaar Prix St. George
2008, Amsterdam: Winnaar Intermediaire I, winnaar Intermediare I kür
2008, Zwolle: Winnaar Prix St. George, winnaar Intermediaire kür
2008, Hulten: Winnaar Prix St. George
2008, Schaijk: Winnaar Prix St. George
2008, Etten Leur: Winnaar Prix St. George
2008, Outdoor Gelderland: Winnaar Prix St. George, winnaar Intermediaire I kür
2008, Rotterdam: Winnaar Prix St. George, winnaar Intermediaire I kür
2008, Aken: Winnaar Prix St. George, winnaar Intermediaire I
2008, Flyinge: Winnaar Prix St. George, winnaar Intermediaire I
2008, Hengelo: Winnaar Grand Prix
2009, Zwolle: Winnaar Grand Prix
2009, De Steeg NK: Winnaar Grand Prix(77.06%), winnaar Spécial(80.41%), winnaar Kür(86.70%)
2009, Rotterdam: Winnaar landenwedstrijd individueel + team (79.14%)
2009: Windsor EK: Winnaar Grand Prix + wereldrecord met 84.05%
2009: Windsor EK: 2e Spécial
2009: Windsor EK: Winnaar Kür + wereldrecord met 90.70%
2010: Kentucky: FEI World Dressage Championship Grand Prix Special met 85.70%
2010: Kentucky: FEI World Dressage Individual Championship Grand Prix Freestyle met 91.80%